# موتور داد محمد جدغال
موتور داد محمد جدغال (بالإنجليزية: Mowtowr-e Dad Mohammad Jadgal)‏ هي منطقة سكنية تقع في سيستان وبلوتشستان في إيران. يقدر عدد سكانها بـ 44 نسمة .